# Mudvayne
I Mudvayne sono un gruppo musicale statunitense formatosi a Peoria, Illinois, nel 1996. Scioltosi nel 2010, il gruppo è tornato a esibirsi dal vivo con la sua formazione storica nel 2021.

## Storia del gruppo

### Gli inizi e il successo (1996-1999)
Il gruppo è fondato nel 1996 dal chitarrista Greg "Gurrg" Tribbett, dal batterista Matt "Spag" McDonough e dal bassista Shawn Barclay. La formazione si completa con l'aggiunta del cantante Chad "Kud" Gray, che invitato dagli altri componenti lascia il suo lavoro per unirsi al gruppo. Dopo l'uscita di Barclay in favore del virtuoso Ryan "Ryknow" Martinie, già componente del gruppo di rock progressivo Broken Altair, nel 1997 i Mudvayne pubblicano il loro EP di debutto, autoprodotto, intitolato Kill, I Oughtta.

### Il successo conL.D. 50(2000-2005)
Il quartetto si impone all'attenzione della scena musicale anche grazie agli energici concerti dal vivo, caratterizzati dalle gimmick, i costumi e i trucchi facciali da loro adottati, e ottengono un contratto discografico con la Epic Records, con la quale pubblicano nel 2000 il loro album di debutto L.D. 50. Lo stile musicale del gruppo si caratterizza per un'imponente sezione ritmica a metà tra il funk e il progressive, taglienti riff di chitarra in parte ispirati all'hard rock sperimentale dei Tool e in parte al thrash metal, e vocalizzi furiosi che ricordano gli Slipknot ed i Sepultura di Roots.
A contribuire all'ascesa di popolarità del quartetto di Peoria, oltre al successo commerciale del singolo Dig, sono l'intensità delle loro performance dal vivo, in cui vengono pienamente messe in luce le notevoli doti tecniche dei singoli componenti, e la loro immagine truccata e psicopatica, da subito mostrata anche nel video musicale di Dig.

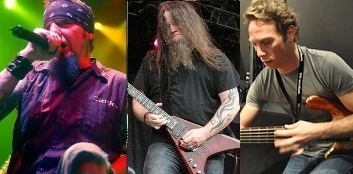
Da sinistra a destra: il cantante Chad Gray, il chitarrista Greg Tribbett e il bassista Ryan Martinie

Nel 2003 prendono parte al Projekt Revolution, tour che li vede impegnati per parecchi mesi come gruppo spalla dei Linkin Park, e al Summer Sanitarium Tour sempre con Linkin Park, Metallica, Limp Bizkit e Deftones.
Nel 2001 i Mudvayne pubblicano The Beginning of All Things to End, rimasterizzazione del loro primo EP con l'aggiunta di alcuni remix.
Un anno dopo pubblicano il secondo album in studio The End of All Things to Come. Il lavoro si caratterizza per una sonorità più rotonda, frutto di un intenso lavoro in fase di masterizzazione, e per l'abbandono della componente ruvida e graffiante che invece delineava tutto il primo album. Il singolo Not Falling fa parte della colonna sonora del film Ghost Ship.
Nella prima metà del 2005 i Mudvayne pubblicano il loro terzo album, Lost and Found, sintesi dei primi due lavori (in particolare L.D. 50) e The Beginning of All Things to End.
Il singolo Forget to Remember fa parte della colonna sonora di Saw II - La soluzione dell'enigma.

### La pausa, gli Hellyeah e lo scioglimento (2006-2010)
Nel 2006 Chad Gray e Greg Tribbett si uniscono a Vinnie Paul, celebre batterista dei Pantera, nel progetto messo in cantiere da Grey e Tribbett già da diversi anni con il chitarrista Tom Maxwell, gli Hellyeah. Nell'aprile del 2007 esce il primo lavoro, omonimo, della band. Il cantante e il chitarrista quindi abbandonano per il progetto collaterale i Mudvayne per qualche tempo. Nel frattempo, il 27 novembre 2007, esce By the People, for the People, una raccolta delle tracce provenienti dagli album precedenti, scelte direttamente dai fan, con l'aggiunta di due inediti: Dull Boy e King of Pain, cover dei The Police.
Concluso il tour con gli Hellyeah, i Mudvayne tornano insieme per registrare un nuovo album, The New Game, uscito nel 2008. Il primo singolo estratto è Do What You Do.

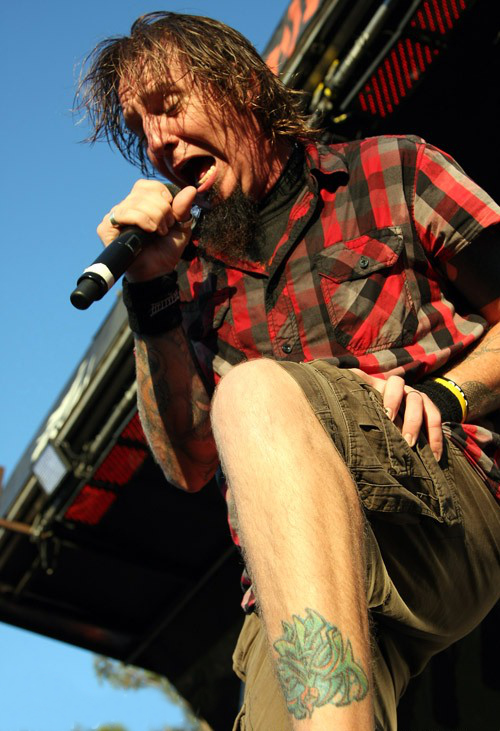
Chad Gray, cantante dei Mudvayne, dal vivo nel 2010

Il 22 dicembre 2009 esce il quinto album del gruppo, Mudvayne, anticipato dal singolo Beautiful and Strange, disponibile online già agli inizi di ottobre. Il secondo singolo Heard It All Before esce agli inizi di novembre. L'album è registrato insieme alle tracce del precedente The New Game.
Il 14 dicembre tutto il nuovo album è ascoltabile in streaming tramite Yahoo! Music, e il 16 dicembre i Mudvayne rendono nota l'intenzione di girare tre videoclip tra loro collegati delle canzoni Scream with Me, Beautiful and Strange e Heard It All Before. Nel 2010, tuttavia, il gruppo si scioglie per permettere a Gray e Tribbett di partire in tour con il supergruppo Hellyeah. Nel 2015, in vista dell'inattività del gruppo sino a una scadenza ancora imprecisata, Tribbett e McDonough formano gli Audiotopsy con Billy Keaton (già cantante degli Skrape) e il bassista Perry Stern, mentre Ryan Martinie si dedica all'attività con altri gruppi sia in studio che dal vivo.

### La reunion (2021-presente)
Il 19 aprile 2021, sulla pagina Facebook del gruppo, vengono annunciate quattro date di un tour statunitense in cui i membri originali comunicano di essersi riuniti per partecipare a vari festival. Il gruppo continua a esibirsi dal vivo anche nel luglio 2022, sempre per alcuni festival nei soli Stati Uniti.

## Formazione

### Formazione attuale
- Chad Gray – voce (1996–2010, 2021–presente)
- Greg Tribbett – chitarra, cori (1996–2010, 2021–presente), voce solista (1996)
- Ryan Martinie – basso (1997–2010, 2021–presente)
- Matt McDonough – batteria (1996–2010, 2021–presente)

### Turnisti
- Marcus Rafferty – chitarra, cori (2021–presente)

### Ex componenti
- Shawn Barclay – basso (1996–1997)

## Discografia

### Album in studio
- 2000 – L.D. 50
- 2002 – The End of All Things to Come
- 2005 – Lost and Found
- 2008 – The New Game
- 2009 – Mudvayne

### Raccolte
- 2007 – By the People, for the People

### EP
- 1997 – Kill, I Oughtta
- 2001 – The Beginning of All Things to End
- 2003 – Live Bootleg
- 2009 – Scream with Me

### Singoli
- 2000 - Dig
- 2000 - Death Blooms
- 2002 - Not Falling
- 2002 - (Per)Version of a Truth
- 2003 - World So Cold
- 2005 - Determined
- 2005 - Happy?
- 2005 - Forget to Remember
- 2006 - Fall Into Sleep
- 2007 - Dull Boy
- 2008 - Do What You Do
- 2009 - Scarlet Letters
- 2009 - A New Game
- 2009 - Scream with Me

## Videografia

### DVD
- 2001 – Dig
- 2002 – (L)ive (D)osage 50
- 2002 – The End of All Things to Come
- 2003 – Not Falling
- 2004 – All Access to All Things
- 2005 – The End of All Things to Come
- 2005 – Lost and Found

### Video musicali
- 2000 – Dig
- 2000 – Death Blooms
- 2000 – Nothing to Gein
- 2002 – Not Falling (Versione A)
- 2002 – Not Falling (Versione B)
- 2002 – World So Cold
- 2005 – Determined
- 2005 – Happy?
- 2005 – Forget to Remember
- 2005 – Fall Into Sleep
- 2008 – Do What You Do
- 2009 – A New Game
- 2009 – Scream with Me
- 2010 – Heard It All Before
- 2010 – Beautiful and Strange